# Dynamique FC
Dynamique Football Club de Djougou (kurz Dynamique FC) ist ein beninischer Fußballverein aus Djougou, Département Plateau. Mit Stand Februar 2023 spielt er im Championnat National du Benin, der ersten Liga des Landes, und trägt seine Heimspiele im Stade Atchoukouma aus, das 3400 Plätze umfasst.